# Scooby-Doo! Unmasked
Scooby-Doo! Unmasked — игра по мотивам мультфильмов о Скуби-Ду. Первая игра серии для Nintendo DS, где есть несколько мини-игр для сенсорного экрана.

## Игровой процесс
Игрок управляет Скуби-Ду, чтобы побеждать врагов и собирать улики для Велмы. Скуби может одеваться в разные костюмы, которые могут дать ему различные суперспособности, такие как кунг-фу и летать как летучая мышь. Без использования этих костюмов некоторые уровни не удастся пройти до конца. Это третья игра с участием Скуби-Ду, в которой используется закадровый смех.

## Сюжет
Скуби-Ду и команда посещают кузена Фреда Джеда на его заводе «Чудовищный Страх и магия». Как только они приехали, команда замечает что Джед пропал, а его аниматроны сошли с ума. Уинслоу Стэнтон говорит им, что Джед — вор и украл его маббер и аниматронов. Скуби и команда отправляются на поиски Джеда в различные районы и города.

## Персонажи и враги
- Скуби-Ду (англ. Scooby-Doo) — знаменитый трусливый немецкий дог. Игрок берет на себя управление им на протяжении всей игры. Его озвучил Скотт Иннес.
- Норвилл «Шэгги» Роджерс (англ. Norville «Shaggy» Rogers) — всегда голодный тощий парень, сопроводитель Скуби на нескольких уровнях (только в начале). Игрок может принести Шегги разные продукты которые можно найти в игре, для дополнительних жизней. Его тоже озвучил Скотт Иннес.
- Фред Джонс (англ. Fred Jones) — он ищет своего двоюродного брата Джеда, утверждая, что его двоюродный брат не является ни вором, ни преступником. Его озвучивает Фрэнк Уэлкер.
- Дафна Блейк (англ. Daphne Blake) — главная модница в команде, её всегда похищают во всех уровнях игры. Её озвучивает Грей Делайла.
- Велма Динкли (англ. Velma Dinkley) — когда игрок собирает улики, он должен одавать их Велме, которая будет оценивать улики, и открывать новые области в уровне. Велма ненавидит терять свои очки, но всегда их теряет. Её озвучивает Минди Кон.
- Уинслоу Стэнтон (англ. Winslow Stanton) — создатель маббера, который может быть сделан из ничего. Он обвиняет Джеда в краже его аниматронов и маббера, отправляя Скуби и команду в Чайна-таун, где Джед может быть доставлял аниматронов и маббер. Его озвучивает Адам Уэст.
- Марси (англ. Marcy) — женщина, которая помогла Стэнтону создать маббер. О ней не так много известно. Её озвучивает Грей Делайла.
- Джед (англ. Jed) — потерявшиеся двоюродный брат Фреда, и сотрудник «Чудовищного Страха и магии». Его озвучивает Крис Эдгерли.
- Мэгги Кси (англ. Maggie Xi) — женщина, возглавлявшая китайский Новый год. Она предупреждает Скуби и команду, и советует покинуть китайский квартал. Она часто исчезает, что делает её несколько подозрительной. Её озвучивает Ким Маи Гуест.
- Хо Фонг (англ. Ho Fong) — малоизвестный загадочный человек, который утверждает, что владеет магазином антиквариата в Китайском квартале. Его озвучивает Фред Татаскиоре.
- Элвин Винер (англ. Alvin Wiener) — по собственному признанию, величайший фанат Вампира гитары. Висит около Рокин’парк горки, в надежде мельком увидеть своего кумира. Его озвучивает Крис Эдгерли.
- Никки Старлайт (англ. Nikki Starlight) — бывшая подруга Вампира гитары, она является одним из немногих людей, которые знают тайну его личности. Её озвучивает Ким Маи Гуест.
- Дама Нелли Виванте (англ. Dame Nella Vivante) — куратор обновленной Естественной истории Амузея, которая страдает от нападения чудовищного пещерного человека. Её озвучивает Сюзанна Блэйксли.
- Профессор Стокер (англ. Professor Stoker) — недовольный профессор работающий в Амузее. Его озвучивает Фрэнк Уэлкер.
- Джо Гримм (англ. Joe Grimm) — начальник службы безопасности Амузея. Его озвучивает Фред Татаскиоре.

### Призраки
- Цзэнь То — мощный дух, терроризирует китайский квартал, управляет летающим драконом. Он накладывает проклятие на тех, кто бросает ему вызов. Его озвучивает Фред Татаскиоре.
- Китайский Зомби — призрачный приспешник Цзэнь То.
- Вампир гитары — таинственная рок-звезда, призрак который сейчас якобы терроризирует его рок-н-тематический парк развлечений. Его озвучивает Крис Эдгерли.
- Пещернный Человек — призрак пещерного человека, который часто посещает Амузей. Его озвучивает Фред Татаскиоре.
- Призрак Птеродактиля — призрак древнего птеродактиля. Он является общим врагом в музейных уровнях. Есть две версии птеродактилей: обычные зелёные и оранжевые, которые дышат огнём, и гигантский огнедышащий Дух Птеродактиля который является финальным боссом. Его озвучивает Крис Эдгерли.
- Девушка Рок-звезда — механическая женщина, которая может дышать огнём. Первоначально они были созданы, чтобы играть музыку Вампира гитары в его видеоклипе.
- Ниндзя — таинственные роботы, которые могут появиться из ниоткуда, и бросать сюрикены.
- Призрак Клоуна — клоун, который является миньоном Вампира гитары, который появляется в уровнях цирка, как общий враг. В титрах обозначен как «Клоун Жонглёр». Его озвучил Крис Эдгерли.
- Призрак Чёрного Рыцаря — призрак, в старых доспехах. Он является общим врагом в музейных уровнях. Его озвучивает Фред Татаскиоре.
- 10000 Вольтный Призрак — призрак, состоящий из чистой электрической энергии. Его озвучивает Крис Эдгерли.
- Кунг-фу девушка — робот, который может растягивать волосы на большие расстояния. Кроме того, она атакует, размахивая веером.

## Миры
В Scooby Doo! Unmasked, есть 5 миров/уровней:
- Мир 1: Чудовищный Страх и магия — киностудия, которая кажется заброшеной.
- Мир 2: Чайнатаун — заброшенный китайский квартал, которым правит Дзен Туо и его дракон.
- Мир 3: Рокн-н-роллер Кост лэнд — парк аттракционов, которым правит Вампир гитары, рок-звезда, делающий аниматронов злыми и может испускать электрические импульсы от гитары.
- Мир 4: Музей естественной истории — музей, где скрываются монстры и пещерный человек.
- Мир 5: Возвращение в «Чудовищный Страх и магия» — финальная битва. Уинслоу Стэнтон и армия маббер монстров взяли контроль над студией.

## Восприятие
| Сводный рейтинг           | Сводный рейтинг | Сводный рейтинг | Сводный рейтинг | Сводный рейтинг | Сводный рейтинг |
| Издание                   | Оценка          | Оценка          | Оценка          | Оценка          | Оценка          |
| Издание                   | DS              | GBA             | GC              | PS2             | Xbox            |
| ------------------------- | --------------- | --------------- | --------------- | --------------- | --------------- |
| GameRankings              | 63,75 %         | 61,60 %         | 66,00 %         | 65,96 %         | 64,50 %         |
| Metacritic                | 60/100          | 48/100          | 64/100          | 61/100          | 62/100          |
| Иноязычные издания        |                 |                 |                 |                 |                 |
| Издание                   | Оценка          | Оценка          | Оценка          | Оценка          | Оценка          |
| Издание                   | DS              | GBA             | GC              | PS2             | Xbox            |
| Eurogamer                 | N/A             | N/A             | N/A             | 6/10            | N/A             |
| GameSpot                  | N/A             | N/A             | N/A             | N/A             | 5,7/10          |
| GameZone                  | 6,2/10          | 8/10            | 7/10            | 7,3/10          | 6,5/10          |
| IGN                       | 6,5/10          | N/A             | N/A             | 6,9/10          | N/A             |
| Nintendo Power            | N/A             | N/A             | 7,5/10          | N/A             | N/A             |
| OPM                       | N/A             | N/A             | N/A             | [ 21 ]          | N/A             |
| OXM                       | N/A             | N/A             | N/A             | N/A             | 6,4/10          |
| PALGN                     | N/A             | N/A             | N/A             | 6/10            | N/A             |
| TeamXbox                  | N/A             | N/A             | N/A             | N/A             | 7/10            |
| Official Xbox Magazine UK | N/A             | N/A             | N/A             | N/A             | 6/10            |

Scooby-Doo! Unmasked получила средние оценки критиков.